# ももさんと7人のパパゲーノ
『ももさんと7人のパパゲーノ』（ももさんとしちにんのパパゲーノ）は、NHK総合で、2022年8月20日の23時00分 - 23時59分に放送された日本のテレビドラマ。全1回。主演は伊藤沙莉。

## 制作
パパゲーノとは「死にたい気持ちを抱えながら、その人なりの理由や考え方で『死ぬ以外』の選択をしている人」を指す言葉（パパゲーノ効果）。オーストリアのメディア研究では、こうした経験を持つ人のストーリーを伝えることが、自殺を思い留まる抑止力になることが示されていることから、NHKが運営するサイト「自殺と向き合う」に、日々寄せられる「死にたい」「生きるのがつらい」という投稿や、当事者への取材を元に、ももが出会う「7人のパパゲーノ」たちの生きざまを描く。「もも」とは投稿の中で、最も多く使われるニックネーム。

## あらすじ
一見、何の変哲も無い様な平凡な日々を送る25歳のOLのもも。少し離れた所に住む両親とは時々ご飯を食べるし、普通にデートを重ねたり宅飲みをする彼氏や、普通に友人だっている。会社の業務も、先方からの理不尽なクレームにも対応したり、上司や同僚との飲み会にも如何に上手に交わすかのスルー力が試されたり、そんな日々の生活の中にも少しずつだが、ストレスやモヤモヤ等を抱えていた。ある夏。月曜日の朝が来ることが耐えきれず、会社を休んだももは、SNSで繋がった所謂『パパゲーノ（死にたい”気持ちを抱えながらも日々を生きる人）』たちと会う事を決心をし、彼らに会うための旅をする。

## 登場人物

### 主要人物
もも〈25〉
演 - 伊藤沙莉
都内で働く女性。

### 7人のパパゲーノ
死にたい気持ちを抱えながら、その人なりの理由や考え方で「死ぬ以外」の選択をしている人たち。
玲（れい）
演 - 山崎紘菜
都内のIT企業を辞め、田舎の農園で暮らす。
雄太（ゆうた）
演 - 染谷将太
「自分のことがよく分からない」。ももと出会い、ともに旅する。
越智芽衣子（おち めいこ）
演 - 中島セナ
高校2年生。吹奏楽部に所属。
おむすび
演 - 平原テツ
40代のコンビニのアルバイト店員。
りょうぱぱ
演 - 野間口徹
仕事が生きがい。だけど、仕事が苦しい。
山口（やまぐち）
演 - 浅野和之
河川敷やネットカフェで暮らす。ももが旅のすべてを話す人物。
津田（つだ）
演 - 池谷のぶえ
ももの母・裕子が慕う、占い師。ももの行く先を占う。

### ももの関係者
中原（なかはら）
演 - 橋本淳
ももと付き合い始めて2日目の彼氏。
裕子（ゆうこ）
演 - 堀内敬子
ももの母。

## スタッフ
- 作 -  加藤拓也
- 音楽 - 田中文久
- ナレーター - 古舘寛治
- 演出 - 後藤怜亜
- 制作統括 - 渡辺由裕 尾崎裕和
- プロデューサー - 倉崎憲

## 受賞
- 令和4年度（第77回）文化庁芸術祭 テレビ・ドラマ部門 放送個人賞 - 伊藤沙莉[3][4]

## ハートネットTV版
3話に分割した再編集版が2023年3月14日(火)、3月21日(火)、3月28日(火)の3週に渡って、『ハートネットTV』内で放送された。